# Francesco Gabriotti
Francesco Gabriotti (né le 12 août 1914 à Rome et mort le 11 février 1987 dans la même ville) est un footballeur international italien. Il participe aux Jeux olympiques d'été de 1936, remportant la médaille d'or avec l'Italie.

## Biographie
Francesco Gabriotti reçoit une sélection en équipe d'Italie. Il s'agit d'une rencontre disputée contre l'Autriche, lors des Jeux olympiques d'été de 1936 (victoire 2-1 à Berlin).
En club, il joue en faveur de la Lazio de Rome.

## Palmarès

### équipe d'Italie
- Jeux olympiques de 1936 :
  -  Médaille d'or.